# SSHFP Resource Record
Der SSHFP Resource Record (SSHFP für englisch Secure Shell (Key) Fingerprint) ist ein DNS-Resource Record für SSH-Keys. Der Eintrag ermöglicht es einem SSH-Client den öffentlichen SSH-Schlüssel des Servers zusätzlich gegen einen Fingerabdruck zu prüfen. Damit die Sicherheit des SSHFP-Records gewährleistet ist, muss die Übertragung des Eintrags über eine gesicherte DNS-Verbindung, wie zum Beispiel DNSSEC, erfolgen.

## Aufbau
```
<Name>
 
[<
TTL
>]
 
[<Klasse>]
 SSHFP 
<
Algorithmus
>
 
<Typ>
 
<
Fingerabdruck
>
```

<Name>
Der Domänenname des Objekts, zu dem der Resource Record gehört (optional)
<TTL>
Time to live (in Sekunden). Gültigkeit des Resource Records (optional)
<Klasse>
Protokollgruppe zu der der Resource Record gehört (optional)
<Algorithmus>
Algorithmus des öffentlichen Schlüssels (0=reserviert, 1=RSA, 2=DSA, 3=ECDSA, 4=Ed25519, 6=Ed448)
<Typ>
Typ des Fingerabdrucks (0=reserviert, 1=SHA-1, 2=SHA-256)
<Fingerabdruck>
Hexadezimaldarstellung des Schlüssel-Fingerabdrucks

## Beispiel
```
host.example.com.  SSHFP 2 1 123456789abcdef67890123456789abcdef67890
```

Ein Client kann in diesem Beispiel ermitteln, dass der Host mit dem DNS-Name host.example.com einen DSA-Schlüssel mit dem SHA-1-Fingerabdruck"„123456789abcdef67890123456789abcdef67890“ verwendet.